# (73047) 2002 EK114
(73047) 2002 EK114 – planetoida z pasa głównego asteroid okrążająca Słońce w ciągu 3,5 lat w średniej odległości 2,3 j.a. Odkryta 10 marca 2002 roku.